# Longpré-le-Sec
Longpré-le-Sec är en kommun i departementet Aube i regionen Grand Est (tidigare regionen Champagne-Ardenne) i nordöstra Frankrike. Kommunen ligger  i kantonen Essoyes som ligger i arrondissementet Troyes. År 2022 hade Longpré-le-Sec 69 invånare.

## Befolkningsutveckling
Antalet invånare i kommunen Longpré-le-Sec
Referens: INSEE